# Дротик
Дротик е метателно оръжие, представляващо късо и леко копие или тежка стрела с дължина около 1,2 – 1,5 метра, като от копие или стрела и лък го отличава употребата с една ръка. Има древна история като ловно и бойно оръжие и е предшественик на всички подобни метателни оръжия с остър връх. Като термин се употребява за стрелички за дартс или тежки стрели за аркобалиста. Терминът е русизъм в българския през английски от дартс. 
Сулица (с ударение на първата сричка) означава късо бойно копие в славянските езици. Това са метателни копия, които се подреждат в специален калъф и се носят отляво за по-лесен достъп по време на бой.

## История
Дротикът се е появил през мезолита, когато първобитните хора започнали да прикрепват острие от камък или кост към дървен прът. Каменни листовидни остриета, изработени чрез отлюспване, са най-честите археологически находки. Изобретен е атлатълът, представляващ лост, който подобрява точността, силата и далекобойността на хвърлянето, нещо особено важно за ловците в открита местност. Появилият се лък, въпреки че има предимства, никога не изместил напълно дротика в лова и боя, тъй като стрелите му са по-леки и нанасят по-малко поражения.
В по-късни времена дротици употребявали варварите, а по-напредналите народи — лъкове и стрели, които са по-сложни технологично за изработка.
Римските леки и тежки пилуми са дротици. Тактиката на употреба обикновено включва назъбено острие като целта е при лов плячката да бъде затруднена да избяга, а при бой вражеският щит да остане със забития в него пилум, което затруднява силно употребата му.
Едно от предимствата на дротика пред по-тежкото и дълго копие е, че може да се носят няколко дротика едновременно.
Дротици са се употребявали във всички цивилизации от древността през Египетската цивилизация до Римската империя, от леката пехота на Древна Гърция, Македония и Рим до кавалерията, от Европа до Америките. Освен за спортни цели атлатълът (копиехвъргачка) днес се използва единствено от австралийските аборигени, които го наричат вумера. Наименованието атлатъл идва от езика нахуатъл, който е говорен от народа Нахуа.